# Цимай Павло Максимович
Павло Максимович Цимай (нар. 1 серпня 1938, Вінницька область, Українська РСР, СРСР) — радянський та придністровський господарський, державний та партійний діяч.
Голова виконкому Бендерської міської Ради народних депутатів із 1984 по 1989 рік. Заступник голови уряду Придністровської Молдавської Республіки з 1997 по 2000 рік.

## Біографія
Народився 1 серпня 1938 року у Вінницькій області. Член КПРС із 1968 року.
З 1961 року — на господарській, громадській та політичній роботі.
У 1961–2002 роках — майстер, виконроб будівельного управління № 6 тресту «Укрводбуд», начальник ділянки будівельного управління № 23 Рівненського будівельного тресту, виконроб, начальник ділянки, головний інженер будівельного управління № 33 Бендерського будівельного тресту, начальник будівельного управління № 32, заступник голови виконкому Бендерської міської Ради народних депутатів, другий секретар Бендерського міськкому Компартії Молдови, голова виконкому Бендерської міської Ради народних депутатів, перший секретар Бендерського міськкому Компартії Молдови.
З 1997 по 2000 рік — заступник голови уряду Придністровської Молдавської Республіки.
Обирався депутатом Верховної Ради Молдавської РСР XI-го та XII-го скликань.
Живе у так званому Придністров'ї.

## Нагороди
- Орден Дружби народів (17.07.1986)
- Орден «Знак Пошани» (31.03.1981)
- Медаль «30 років Придністровської Молдавської Республіки» (16.07.2020)[1]